# Universidad Federal de Viçosa
La Universidad Federal de Viçosa (UFV) es una universidad pública en Brasil, con su sede ubicada en la ciudad de Viçosa, estado de Minas Gerais. Es un centro reconocido por el sector agrícola y ciencias, principalmente en este último: reconocida por el Ministerio de Educación como la séptima mejor universidad en Brasil sobre la base de la evidencia de ENADE 2009.

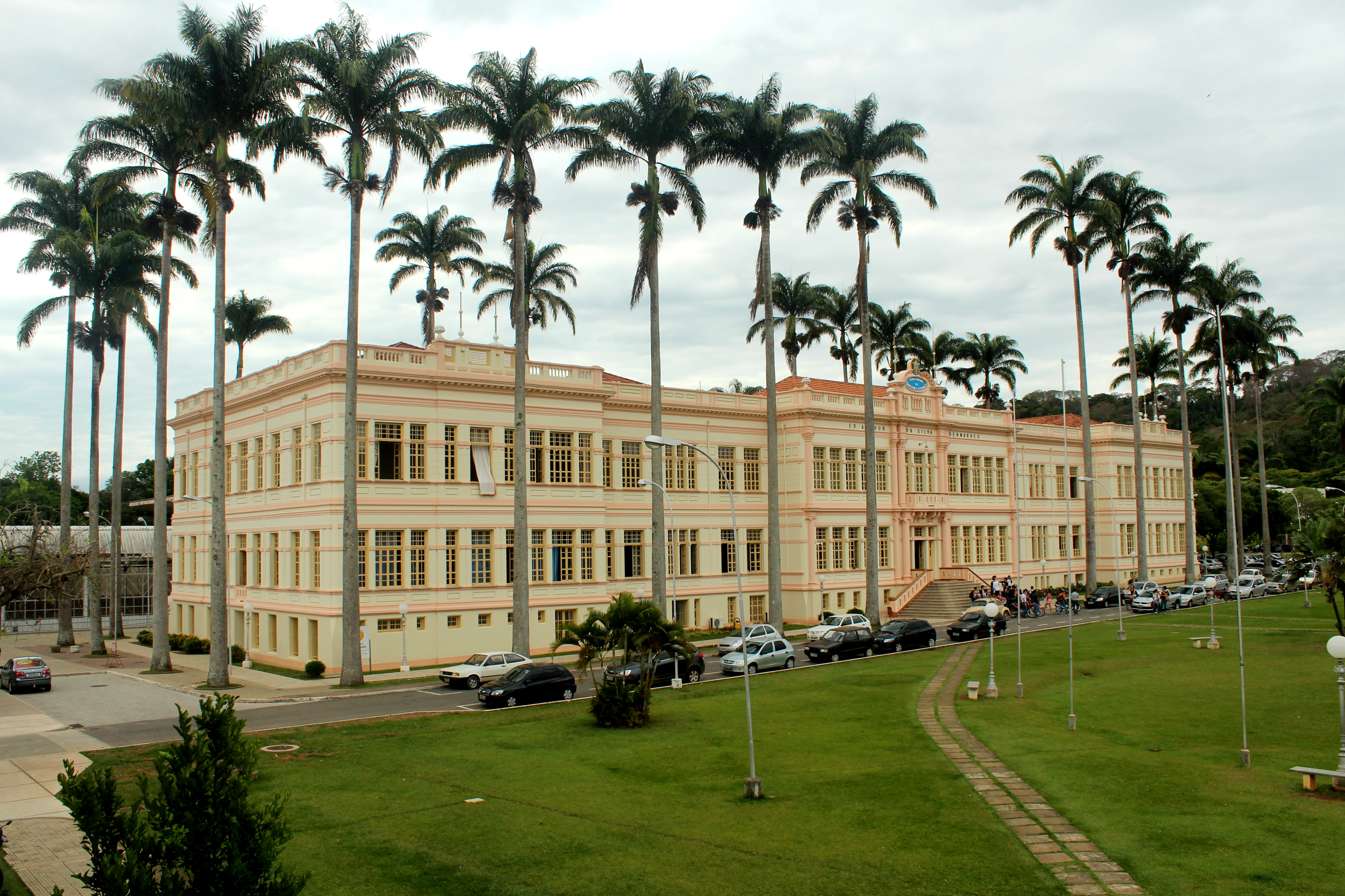
Edificio Arthur Bernardes

## Información general
La UFV es considerada una de las mejores universidades en el campo científico en Brasil, con excelencia en diversos campos del conocimiento, no sólo en campo de las ciencias agrícolas, sino también en las ciencias biológicas y humanas.
Es considerada una de las mejores universidades de Brasil, y en el Índice General de Cursos de la institución (PMI) por el Ministerio de Educación en 2008 fue elegido como la tercera mejor en Brasil y la primera de Minas Gerais.
Desde 2006, tiene tres campi: el primer campus en Viçosa, y más dos en las ciudades de Florestal y Rio Paranaíba, Minas Gerais.